# NGC 5770
NGC 5770 ist eine linsenförmige Galaxie vom Hubble-Typ SB0 im Sternbild Jungfrau und etwa 66 Millionen Lichtjahre von der Milchstraße entfernt. 
Sie wurde am 29. April 1786 von Wilhelm Herschel mit einem 18,7-Zoll-Spiegelteleskop entdeckt,  der sie dabei mit „F, S, lE, like 2 stellar, joined closely“ beschrieb.